# أوبلاند (النرويج)
أوبلاند، باللغة النرويجية Oppland، هي مقاطعة في النرويج، تملك حدودا مع كل من مقاطعات: سور تروندلاغ، موره ورومسدال، سوغن وفيوردانه، بوسكرود، أوسلو وهيدمارك. المقر الإداري للمقاطعة هو بلدة ليلهامر. تعد أوبلاند، إلى جانب هيدمارك، المقاطعتان الوحيدتان في النرويج اللتان لا تملكان منفذا على البحر.

## التسمية
في اللغة النوردية القديمة كان الجزء الداخلي من النرويج يدعى Upplǫnd ومعناها «البلاد المرتفعة»، فالجزء الأول upp يعني «أعلى» أما الجزء الأخير lǫnd فيعني «أرض».
في عام 1757 تم فصل الجزء الداخلي من آكرشوس آمت (آمت هو شكل من أشكال التقسيم الإداري كان منتشرا في شمال أوروبا) وسمي بـ: أوبلادينيس آمت (بالنرويجية Oplandenes Amt). في عام 1781 أوبلادينيس آمت بدورها قسمت إلى جزئين: كريستينز آمت (Christians Amt سميت بذلك نسبة إلى الملك كريستيان السابع) وهيديمركنز آمت (Hedemarkens Amt حاليا هيدمارك). تغيرت تهجئة الاسم سنة 1877 من Christians Amt إلى Kristians Amt (وهذا بعد قرار رسمي يقضي ch باستبدال بـk). في عام 1919 تغير اسم كريستينز آمت إلى أوبلاند فيلكا. في عام 1950 اُعتمد اسم أوبلاند.

## شعار النبالة
شعار النبالة اعتمد سنة 1989 وهو يصور اثنين من بولساتيلا فيرناليس (وهو نوع من النباتات المزهرة).

## الجغرافيا
تمتد أوبلاند من بحيرات ميوسا وسراندسفيوردن إلى جبال دوفرافيال، يوتونهايمن ورودانا. تاريخيا، كان المقاطعة تقسم إلى المناطق الآتية: غودبراندسدالين، فالدرس، توتين، هيدالاند ولاند.
يوجد في أوبلاند أربع بلدات رئيسية هي ليلهامر، غيورفيك، أوتا وفاغارنس.
تضم أوبلاند العديد من المتاحف وأماكن أخرى تجذب السياح (كمحطات التزلج)، ويشكل قطاع السياحة مدخلا هاما لاقتصاد المنطقة. ثمانية من أصل أعلى عشر جبال في النرويج تقع في غربي أوبلاند.

## البلديات

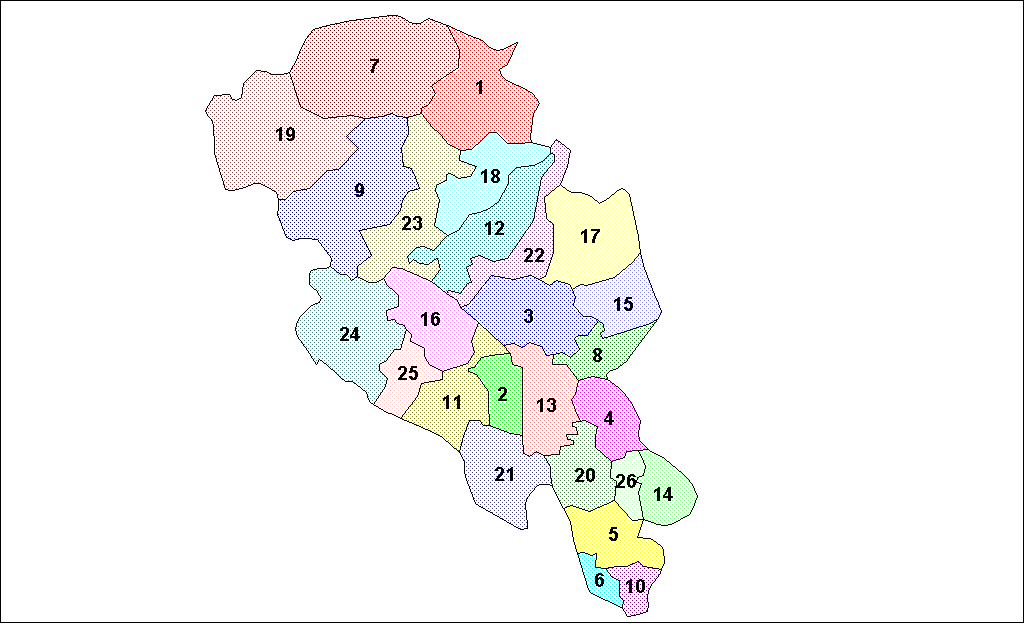
بلديات أوبلاند.

تضم مقاطعة أوبلاند 26 بلدية وهي:
| - دوفرا - إيتندال - غاوسدال - غيوفيك - غران - يافناكر - ليسيا - ليلهامر - لوم - لونر - نورد أوردال - نورد فرون - نوردرا لاند | - أوسترا توتان - أوير - أويسترا سليدرا - رينغابو - سال - سكيوك - سوندرا لاند - سور أوردال - سور فرون - فوغو - فانغ - فاسترا سيلدرا - فاسترا توتان |

## أعلام
- غونار هاغن
- غوتورم بيرغ
- مورتن باكي

## روابط خارجية
- الدليل السياحي لمقاطعة أوبلاند على Wikivoyage.